# Geoffrey Thorndike Martin
Geoffrey Almeric Thorndike Martin (* 28. Mai 1934 in South Ockendon, Essex; † 7. März 2022 in Cambridge) war ein britischer Ägyptologe.

## Leben
Nach dem Schulbesuch in Aveley und Grays in Essex studierte er zunächst Alte Geschichte am University College London (BA 1963). Von 1963 bis 1970 studierte er Ägyptologie am Christ’s College, Cambridge (MA 1966, PhD 1969). 1970 wurde er Lecturer in Egyptology am University College London, 1978 Reader und von 1988 bis zu seinem Ruhestand 1993 Edwards Professor of Egyptian Archaeology and Philology,
Er forschte an zahlreichen Orten in Ägypten und im Sudan. 1963 arbeitete er in Buhen im Sudan, von 1964 bis 1968 und von 1975 bis 1998 in der Nekropole von Sakkara, 1969 und 1980 in Amarna und von 1998 bis 2002 beim Amarna Royal Tombs Project (ARTP) im Tal der Könige.

## Veröffentlichungen
- Egyptian Administrative and Private-name Seals. Griffith Institute, Oxford 1971.
- The royal tomb at el-Amarna. The objects. London 1974.
- The tomb of Hetepka and other Reliefs and Inscriptions from the sacred animal Necropolis North Saqqâra 1964–1973. Egypt Exploration Society, London 1979, ISBN 0-85698-074-9.
- The Sacred Animal Necropolis at North Saqqara. London 1981.
- mit Vivien Raisman: Canopic Equipment in the Petrie Museum. Warminster 1984.
- Scarabs, Cylinders and other Egyptian Seals. Warminster 1985.
- The tomb-chapels of Paser and Ra’ia at Saqqara. Egypt Exploration Society, London 1985, ISBN 0-85698-095-1.
- Corpus of Reliefs of the New Kingdom. Band I, London 1987.
- The royal tomb at El-ʿAmarna 2. The reliefs, inscriptions, and architecture. London 1987.
- mit Aly El-Khouly: Excavations in the Royal Necropolis at El-Amarna. Kairo 1987.
- The Memphite Tomb of Horemheb Band I, London 1989.
- The Hidden Tombs of Memphis. Thames & Hudson, London / New York 1991, ISBN 0-500-39026-6.
  - deutsch: Auf der Suche nach dem verlorenen Grab. Neue Ausgrabungen verschollener und unbekannter Grabanlagen aus der Zeit des Tutanchamun und Ramses II. in Memphis. von Zabern, Mainz 1994, ISBN 3-8053-1615-1.
- Bibliography of the Amarna Period and its Aftermath. London 1991.
- The Tomb of Tia and Tia. London 1997.
- Stelae from Egypt and Nubia in the Fitzwilliam Museum, Cambridge. c. 3000 BC – AD 1150. Cambridge University Press, Cambridge u. a. 2005, ISBN 0-521-84290-5.
- Umm el-Qaab VII: Private Stelae of the Early Dynastic Period from the Royal Cemetery at Abydos (= Archäologische Veröffentlichungen. Band 123). Harrassowitz, Wiesbaden 2011, ISBN 978-3-447-06256-5.